# Kościół Wniebowzięcia Najświętszej Maryi Panny w Zabrzu
Kościół Wniebowzięcia Najświętszej Maryi Panny w Zabrzu – jeden z zabytkowych kościołów w Zabrzu, w województwie śląskim. Mieści się w dzielnicy Biskupice, przy ulicy Bytomskiej. Należy do dekanatu Zabrze-Mikulczyce.

## Historia
Świątynia została wybudowana w latach 1928–1929 w formach ekspresjonizmu ceglanym według projektu architekta Hans von Poellnitz (biuro budowlane spółki Gräflich von Ballestrem'sche Güterdirektion w Gliwicach), a prace budowlane prowadziła firma Baugeschäft Gebr. Stark GmbH z Bytomia. Konsekrowana w dniu 16 listopada 1932 roku. Od 1940 był to kościół kuracji Wniebowzięcia Najświętszej Maryi Panny. Od 1950 samodzielny kościół parafialny. W latach 1981–1982 została gruntownie wyremontowana. Zostało wtedy zmienione pokrycie dachowe z dachówki na blachę miedzianą, została położona posadzka z granitu oraz została wymieniona stolarka okienna. W 1990 roku kościół otrzymał nowe dzwony odlane ze brązu. Poprzedni zestaw dzwonów, z wyjątkiem najmniejszego został zabrany w czasie II wojny światowej. Podczas renowacji świątyni w 2001 roku został odtworzony pierwotny ołtarz i zostało zmienione wyposażenie prezbiterium.
Przed wejściem do świątyni stoi Pietà, odlana w 1934 w brązie, autorstwa Petera Lippego.

## Organy
Organy zostały wybudowane przez Carla Berschdorfa (syna Paula Berschdorfa). Pochodzą z okresu budowy kościoła. Posiadają elektro-pneumatyczną trakturę gry. 
Dyspozycja instrumentu:
| Manuał I           | Manuał II         | Manuał III              | Pedał                 |
| ------------------ | ----------------- | ----------------------- | --------------------- |
| 1. Trompete 8'     | 1. Krummhorn 8'   | 1. Regal-trompete 8'    | 1. Posaune 16'        |
| 2. Mixtur 4-5 fach | 2. Cymbel 3 fach  | 2. Scharff 3-4 fach     | 2. Mixtur 3 fach      |
| 3. Schwiegel 2'    | 3. Terz 1 3/5'    | 3. Gemshorn 2'          | 3. Flachflöte 2'      |
| 4. Spillpfeife 4'  | 4. Principal 2'   | 4. Koppelflöte 4'       | 4. Choralbass 4'      |
| 5. Octave 4'       | 5. Nasard 2 2/3'  | 5. Singend-Prinzipal 4' | 5. Gedeckt-Bass 8'    |
| 6. Rohrflöte 8'    | 6. Blockflöte 4'  | 6. Salicional 8'        | 6. Octavbass 8'       |
| 7. Principal 8'    | 7. Quintade 8'    | 7. Holzflöte 8'         | 7. Subbass 16'        |
| 8. Praestant 16'   | 8. Weitgedeckt 8' | 8. Ital.Principal 8'    | 8. Principal-Bass 16' |
|                    |                   | 9. Bordun 16'           |                       |